# Ninja contro alieni
Ninja contro alieni (AVN／エイリアンVSニンジャ? lett. "Alien vs. Ninja") è un film del 2011 scritto, montato e diretto da Seiji Chiba. 

## Trama
Una banda di guerrieri ninja, guidati da un ninja Iga di nome Yamata e dai suoi compagni Jinnai e Nezumi, sono incaricati di indagare sull'atterraggio di un oggetto misterioso dal cielo. Arrivati sul luogo dell'incidente, scoprono i resti di altri ninja brutalmente fatti a pezzi. Poco dopo aver unito le forze con un'altra banda di ninja guidata dalla kunoichi Rin, incontrano un ragazzo il cui villaggio è stato massacrato da degli aggressori sconosciuti. Prima che possano avere altre spiegazioni dal ragazzo, i ninja vengono attaccati dagli assalitori, che si rivelano essere alieni provenienti da un altro pianeta. Dopo una estenuante battaglia in cui altri ninja perdono la vita, Yamata, Rin e Jinnai uccidono tre degli alieni, ma uno di loro si ritira e cattura Jinnai, portandolo via con sé. Nezumi, sconvolto, fugge al suo villaggio natale solo per vedere gli abitanti massacrati dalle creature. Nezumi corre via in cerca di scampo, ma viene messo all'angolo da un alieno che lo decapita in un sol colpo facendo finire la sua testa su un palo del tempio.
Nel frattempo Jinnai si sveglia in un tempio abbandonato, appeso a testa in giù assieme ai cadaveri di altri ninja. Si rende conto di avere un organismo parassita all'interno della gola, ma prima che possa reagire questo si impadronisce del suo corpo. Intanto il ragazzo conduce Yamata e Rin al tempio, ma essi vengono circondati da Jinnai e dagli altri ninja morti che vengono manipolati da piccoli organismi secreti dalle narici dell'alieno. Dopo aver visto un paio di occhi spuntare dalla bocca di uno dei ninja, Yamata dice a Rin di colpire gli avversari alla gola. Rin sconfigge i ninja espellendo gli organismi dalle loro gole, mentre Yamata infila la mano nella bocca di Jinnai per estrarre l'alieno che lo controlla. Dopo una lunga lotta, Yamata libera Jinnai dal controllo della creatura e si scaglia quindi contro l'ultimo alieno inseguendolo in una grotta. Sopraffatto dalle abilità di Yamata, l'alieno spiega le ali per volare via in ritirata, ma Yamata gli afferra le gambe prima che possa decollare. L'alieno tenta di scrollarsi di dosso Yamata, ma questi gli attacca una bomba e salta via prima che esploda. Yamata atterra in sicurezza e si riunisce ai suoi compagni per tornare a casa, ignorando però che il ragazzo ha tenuto con sé un altro degli organismi nella sua borsa.